# Hessische/Niedersächsische Allgemeine
Le Hessische/Niedersächsische Allgemeine est un journal quotidien allemand local publié dans les régions du nord de la Hesse et du sud de la Basse-Saxe.

## Histoire
Le Hessische Nachrichten paraît pour la première fois à Cassel le 26 septembre 1945. Les rédacteurs Wolfgang Bartels (SPD), Fritz Schmidt (KPD), August Heinrich Berning, Gustav Römer (affilié au LDP) et Wolfgang Poeschl (affilié à la CDU) reçoivent une licence du gouvernement militaire américain pour devenir le troisième journal de la Hesse (après le Frankfurter Rundschau et le Marburger Presse). En raison du manque de papier, le journal ne paraît initialement que les mercredis et samedis et coûte 1,85 Reichsmark par mois. À partir du 7 novembre 1945, une édition urbaine pour Cassel et une édition régionale sont publiées. Cette division est peu après abandonnée au profit d'éditions locales. Le Werrabote paraît dans l'arrondissement d'Hünfeld le 23 janvier 1946 et le Hersfelder Rundschau dans l'arrondissement de Hersfeld le 23 mars 1946. La dotation papier augmente en conséquence et le tirage s'élève à 90 000 exemplaires début février 1946. Le journal paraît également trois jours par semaine à partir d'avril 1946.
À l'été 1946, le journal poursuit son expansion à travers des éditions locales. Le 7 juin 1946, le Hersfelder Rundschau devient le Fuldabote, qui couvre les arrondissements de Hersfeld, Rotenburg et Melsungen. Le Schwälmer Echo est la nouvelle édition locale des arrondissements de Ziegenhain et Fritzlar-Homberg et le Nordhessischer Spiegel est celle des arrondissements de Hofgeismar et Wolfhagen.
À partir du 1er août 1948, le journal paraît quatre jours par semaine, et le mois suivant, quotidiennement avec un tirage de 130 000 exemplaires. Les coûts mensuels sont de 2,95 DM. Outre l'édition de Cassel et l'édition de zone, six éditions locales parurent : le Werrabote, le Fuldabote, l’Ederbote, le Nordhessische Spiegel, le Schwälmer Echo et le Heimatecho.
Le 29 novembre 1946, le deuxième journal agréé de Cassel, le Kasseler Zeitung, paraît pour la première fois et concurrence le Hessische Nachrichten. Il paraît initialement les lundis, mercredis et vendredis.
Avec le rachat des Göttinger Presse, Northeimer Neueste Nachrichten, Mündener Presse, Harzer-Tageblatt, Sollinger Allgemeine et l’Osteroder Presse en 1971, l'éditeur étend considérablement sa zone de distribution au sud de la Basse-Saxe. En conséquence, la proportion de lecteurs du sud de la Basse-Saxe augmente, de sorte que le Hessische Nachrichten est rebaptisé Hessische/Niedersächsische Allgemeine (HNA) le 2 janvier 1974. Lorsque le Hannoversche Presse est vendue à la Verlagsgesellschaft Madsack fin 1974, le Hessische Allgemeine reprend ses éditions du sud de Hanovre : outre le Göttinger Allgemeine, qui est par la suite abandonnée, le Sollinger Allgemeine, le Südhannoversche Volkszeitung à Duderstadt et le Mündener Nachrichten vont à la maison d'édition Dierichs. Afin d'élargir la base éditoriale, le HNA fournit la couverture du Harz Kurier, économiquement indépendant, imprimé à la grande imprimerie Jungfer à Herzberg.
Après la chute du mur de Berlin, le HNA tente de s'étendre en Thuringe et fonde le Mitteldeutsche Allgemeine avec des éditions locales à Eichsfeld, qui sont ensuite vendues au Thüringische Landeszeitung. À la suite de nombreuses transactions, l'en-tête Eichsfelder Tageblatt existe deux fois dans une typographie identique : comme en-tête du Göttinger Tageblatt pour l'ancien quartier de Duderstadt et comme en-tête du Thüringische Landeszeitung pour l'arrondissement voisin d'Eichsfeld (Heiligenstadt). À la suite du rachat du Braunschweiger Zeitung et du Harz Kurier par le groupe de médias WAZ, le journal, désormais basé à Osterode, reprend le manteau du Braunschweiger Zeitung.
Le HNA est étroitement lié à la Fondation Paul Dierichs, fondée en 1976 par le rédacteur et éditeur de l'époque, et qui porte son nom, qui promeut la coexistence sociale dans la zone de distribution du journal. Après le changement de génération dans la direction de l'édition, Rainer Dierichs poursuit l'œuvre de fondation de son père jusqu'à la dissolution de la fondation en 2003 à la suite de la vente de la maison d'édition. La fondation décerne le prix Paul-Dierichs à plus de 300 initiatives citoyennes pour leur engagement exemplaire, qui est accompagné d'un reportage détaillé du HNA.
En 2002, le HNA est vendu au groupe Ippen de Munich (éditeur entre autres du Münchner Merkur). Depuis, l’apparence du journal a considérablement changé. Les reportages locaux bénéficient de beaucoup plus d'espace qu'auparavant. En particulier dans le département politique, le HNA s'appuie moins sur les agences et s'appuie plutôt sur ses propres articles de fond. À l'été 2009, le HNA modifie la structure de ses pages et fait avancer la section locale. Les deux premiers thèmes sont locaux, suivis de politique/économie, sport et télévision/culture.